# Mount Henderson (berg i Antarktis, lat -78,18, long 167,33)
Mount Henderson är ett berg i Antarktis. Det ligger i Östantarktis. Nya Zeeland gör anspråk på området. Toppen på Mount Henderson är 663 meter över havet.
Terrängen runt Mount Henderson är huvudsakligen kuperad, men åt nordväst är den bergig. Trakten är obefolkad. Det finns inga samhällen i närheten.